# ایان پیرس
ایان پیرس (انگلیسی: Ian Pearce؛ زادهٔ ۷ مهٔ ۱۹۷۴) یک بازیکن فوتبال اهل بریتانیا است.